# Readfield
Readfield és una població dels Estats Units a l'estat de Maine (EUA). Segons el cens del 2000 tenia 2.360 habitants.

## Demografia
Segons el cens del 2000, Readfield tenia 2.360 habitants, 867 habitatges, i 673 famílies. La densitat de població era de 31,2 habitants/km².
Dels 867 habitatges en un 39,8% hi vivien nens de menys de 18 anys, en un 66,4% hi vivien parelles casades, en un 8% dones solteres, i en un 22,3% no eren unitats familiars. En el 18,2% dels habitatges hi vivien persones soles el 5,7% de les quals corresponia a persones de 65 anys o més que vivien soles. El nombre mitjà de persones vivint en cada habitatge era de 2,72 i el nombre mitjà de persones que vivien en cada família era de 3,1.
Per edats la població es repartia de la següent manera: un 28,7% tenia menys de 18 anys, un 5,7% entre 18 i 24, un 26,9% entre 25 i 44, un 27,9% de 45 a 60 i un 10,8% 65 anys o més.
L'edat mediana era de 38 anys. Per cada 100 dones de 18 o més anys hi havia 98,7 homes.
La renda mediana per habitatge era de 48.893 $ i la renda mediana per família de 51.890 $. Els homes tenien una renda mediana de 37.981 $ mentre que les dones 27.971 $. La renda per capita de la població era de 20.707 $. Entorn del 4,6% de les famílies i el 5,2% de la població estaven per davall del llindar de pobresa.